# Eonycteris major
Eonycteris major is een zoogdier uit de familie van de vleerhonden (Pteropodidae). De wetenschappelijke naam van de soort werd voor het eerst geldig gepubliceerd door K. Andersen in 1910.

## Voorkomen
De soort komt voor in Brunei, Maleisië en Indonesië.